# Luís III de Orleães
Luís de França ou Luís de Valois-Angoulême (em francês:  Louis de France ou Louis de Valois-Angoulême; Fontainebleau, 3 de fevereiro de 1549 – Mantes, 24 de outubro de 1550) foi o quarto filho e o segundo varão do rei Henrique II da França e da sua consorte Catarina de Médici. Nascido Filho da França, recebeu o título de duque de Orleães ao nascer, pelo que também foi conhecido como Luís III de Orleães. Morreu com um ano e oito meses.

## Nascimento
Após o casamento de Henrique II e Catarina de Médici, passaram vários anos sem o nascimento de qualquer criança. Foram tentados vários medicamentos mas nenhum provou ter efeito. O casal real pediu, então, a intervenção do médico da Corte, Mestre Fernel, para os ajudar na procriação. Mais tarde, num espaço de doze anos (desde o nascimento do Delfim Francisco, em 1544, até ao nascimento das gêmeas Vitória e Joana, em 1556), Catarina deu à luz dez crianças. Luís nasceu a 3 de fevereiro de 1549 no Palácio de Fontainebleau, sendo o segundo varão e quarto filho do casal.
Desde o nascimento tornou-se o segundo na linha de sucessão ao trono e foi-lhe outorgado o título de Duque de Orleães. Tal como o seu irmão mais velho, ele foi entregue aos cuidados de Diana de Poitiers, a amante de seu pai, havendo referências que partilhava o mesmo berçário quer com o seu irmão, Francisco, quer com a irmã, Isabel, e, mais tarde, com o outro irmão Carlos.
Luís estava presente quando a jovem Maria Stuart chegou à Corte de Henrique II, para ser criada como a noiva e futura consorte de Francisco, o futuro rei de França e rei consorte da Escócia.
Existem referências que Henrique II e Catarina planeavam que Luís viria a ser, um dia, Duque Soberano de Urbino, título que pertencera ao pai da rainha, Lourenço II de Médici.

## Morte
De acordo com a historiadora Martha Walker Freer Luís terá morrido em 1549. O seu  batizado do pequenino Duque de Orleães terá tido um "esplendor extraordinário" e ter-se-á realizado em St. Germain-en-Laye em 1549. Poucos dias após a cerimónia, Luís morreu dos efeitos duma constipação apanhada quando passava dos braços dum funcionário para outro.
No entanto, outros fontes contrariam a historiadora e referem que Luís terá morrido em Mantes-la-Jolie em 1550, indicando até que o seu batismo teria ocorrido em 19 de maio de 1549 sendo os seus padrinhos o rei João III de Portugal, a rainha Maria de Guise e o duque Hércules II de Ferrara.